# イオンモールつがる柏
イオンモールつがる柏（イオンモールつがるかしわ）は、青森県つがる市（旧西津軽郡柏村地域）に所在する、イオンモール株式会社が運営する大型ショッピングセンター。イオンモールが初めて展開したショッピングセンターである。

## 概要
1992年（平成4年）11月28日に「イオン柏ショッピングセンター」として開業。イオン興産株式会社（現・イオンモール株式会社）の第1号店としての開業で、核テナントとしてジャスコ柏店、準核テナントとしてイシグロジャスコのメガマート（1号店）のほか、55の専門店が出店した。当時の愛称は「WADONA」（ワドナ、津軽弁で「私とあなた」を意味する）だが、1990年代後半以降はあまり使われず、2007年の名称変更（「沿革」で後述）以降は全く使われていない。
開業当初は周辺地域は田園地帯であったが、次第に大型店が出店するようになった。
2016年（平成28年）7月29日には施設内の別館につがる市立図書館が開館し、タリーズコーヒーの店舗を併設したブックカフェスタイルの図書館がオープンしている。

## 沿革
- 1992年（平成4年）11月28日 - イオンモール（旧イオン興産）第1号店として、「イオン柏ショッピングセンター」の名称で開業。
- 2007年（平成19年）9月22日 - ダイヤモンドシティ合併に伴い、「イオンモールつがる柏」に名称変更。
- 2009年（平成21年）4月24日 - 専門店34店舗の刷新と、館内設備、ジャスコつがる柏店（現イオン）を含めた大規模改装を実施し、リニューアルオープン。続けて、5月22日に第２弾リニューアルオープン。[3]
- 2016年（平成28年）4月22日 - 「地域との共生 “生活密着型コミュニティモール”への進化」をコンセプトに、新規出店13店舗を含む専門店40店舗と、イオンつがる柏店の刷新を実施して、リニューアルオープン。[7]

## 主なテナント
核テナントはイオンつがる柏店である。出店している専門店全店の一覧・詳細情報は公式サイト「ショップリスト」を参照。
- シネマヴィレッジ8・イオン柏（シネマコンプレックス、アミューズメント館）
- サンサンボウル（ボウリング場）
- つがる市立図書館
- つがる市役所つがる出張所

### 撤退したテナント
- 無印良品 - 2009年10月12日をもって閉店した。なお、2014年3月に五所川原市のエルムの街本屋内へ出店している。
- ホーマック柏店 - 開業当初はメガマート。2007年2月12日限りで閉店。

## アクセス

### 公共交通機関
五所川原駅から
- 弘南バス市浦庁舎線（市浦庁舎行始発便は通過）・五所川原 - 鰺ヶ沢線・出来島線 イオンモールつがる柏前 下車。
- 無料シャトルバス - 火曜日・土曜日・日曜日・祝日[注 1]。ただし、8月の旧盆や年末年始の期間は曜日に関係なく運行される場合がある[注 2]。
- 上記バス以外を利用する場合は、弘南バス稲盛（いせ）村停留所下車後、徒歩約5分。稲盛村停留所を経由する路線については、弘南バス五所川原営業所への問い合わせもしくは同社公式サイトを参照。

旧柏村中心部から
- つがる市地域内交通柏線（弘南バス「五所川原 - 廻堰 - 鶴田」線廃止旧柏村域区間代替バス）で、市役所柏分庁舎前バス停から13分。

### 車
- 旧柏村中心部から約5分。
- 五所川原駅前から青森県道252号五所川原停車場線 国道101号を通り約10分。
- 津軽自動車道つがる柏ICから約2分

## 付記
- 2006年（平成18年）5月に千葉県柏市にイオンリテールが運営する「イオン柏ショッピングセンター」がオープンした。青森と千葉とでは運営法人が異なることもあり、正式名称はどちらも「イオン柏ショッピングセンター」となったものの、イオングループ内で区別できるようにするため、千葉のSCに対しては「イオン柏（千葉）ショッピングセンター」と表記される場合もあった。両SCとも、核テナントはジャスコ（現・イオン）であるが、当時、千葉県の店舗を「ジャスコ柏店」とし、それに先立って当SCの店舗は「ジャスコつがる柏店」と改称された[注 3]。その後、2007年9月22日にはイオンモールが展開するショッピングセンターの名称一斉変更に伴い、ショッピングセンターとしての名称は「イオンモールつがる柏」に改称された。さらに2011年11月21日に千葉の「イオン柏ショッピングセンター」は「イオンモール柏」に名称変更された後2013年11月1日に管理・運営がイオンモール株式会社に移管された。